# Saint-Paul-Mont-Penit
Pour les articles homonymes, voir Saint-Paul.
Saint-Paul-Mont-Penit est une commune française située dans le département de la Vendée, en région Pays de la Loire.

## Géographie
Le territoire municipal de Saint-Paul-Mont-Penit s'étend sur 1 676 hectares. L'altitude moyenne de la commune est de 44 mètres, avec des niveaux fluctuant entre 12 et 71 mètres,.
Saint-Paul-Mont-Penit est située au centre géographique de l'ancien canton de Palluau, dans le Nord-Ouest vendéen ; toutes les communes de celui-ci lui sont limitrophes, sauf Apremont (Vendée). Sa superficie est de 1 658 ha, son altitude ne dépasse pas 70 mètres, et sa population est d'environ 700 habitants (Montpenois et Montpenoises). Saint-Paul est traversée par la Petite Boulogne, affluent de la Vie.
| Falleron |                       | Saint-Étienne-du-Bois Grand'Landes |
|          | Saint-Paul-Mont-Penit | Palluau                            |
| Maché    |                       | La Chapelle-Palluau                |

### Climat
Pour des articles plus généraux, voir Climat des Pays de la Loire et Climat de la Vendée.
En 2010, le climat de la commune est de type climat océanique franc, selon une étude du CNRS s'appuyant sur une série de données couvrant la période 1971-2000. En 2020, Météo-France publie une typologie des climats de la France métropolitaine dans laquelle la commune est exposée à un climat océanique et est dans la région climatique  Bretagne orientale et méridionale, Pays nantais, Vendée, caractérisée par une faible pluviométrie en été et une bonne insolation.
Pour la période 1971-2000, la température annuelle moyenne est de 12,3 °C, avec une amplitude thermique annuelle de 13,5 °C. Le cumul annuel moyen de précipitations est de 820 mm, avec 12,7 jours de précipitations en janvier et 6,3 jours en juillet. Pour la période 1991-2020, la température moyenne annuelle observée sur la station météorologique de Météo-France la plus proche, sur la commune de Palluau à 3 km à vol d'oiseau, est de 12,6 °C et le cumul annuel moyen de précipitations est de 928,6 mm,. Pour l'avenir, les paramètres climatiques de la commune estimés pour 2050 selon différents scénarios d'émission de gaz à effet de serre sont consultables sur un site dédié publié par Météo-France en novembre 2022.

## Urbanisme

### Typologie
Au 1er janvier 2024, Saint-Paul-Mont-Penit est catégorisée commune rurale à habitat dispersé, selon la nouvelle grille communale de densité à sept niveaux définie par l'Insee en 2022.
Elle est située hors unité urbaine. Par ailleurs la commune fait partie de l'aire d'attraction de La Roche-sur-Yon, dont elle est une commune de la couronne,. Cette aire, qui regroupe 45 communes, est catégorisée dans les aires de 50 000 à moins de 200 000 habitants,.

### Occupation des sols
L'occupation des sols de la commune, telle qu'elle ressort de la base de données européenne d’occupation biophysique des sols Corine Land Cover (CLC), est marquée par l'importance des territoires agricoles (95,6 % en 2018), en diminution par rapport à 1990 (98,4 %). La répartition détaillée en 2018 est la suivante : 
terres arables (60,3 %), zones agricoles hétérogènes (21,3 %), prairies (14 %), zones urbanisées (2,4 %), mines, décharges et chantiers (2 %). L'évolution de l’occupation des sols de la commune et de ses infrastructures peut être observée sur les différentes représentations cartographiques du territoire : la carte de Cassini (XVIIIe siècle), la carte d'état-major (1820-1866) et les cartes ou photos aériennes de l'IGN pour la période actuelle (1950 à aujourd'hui).

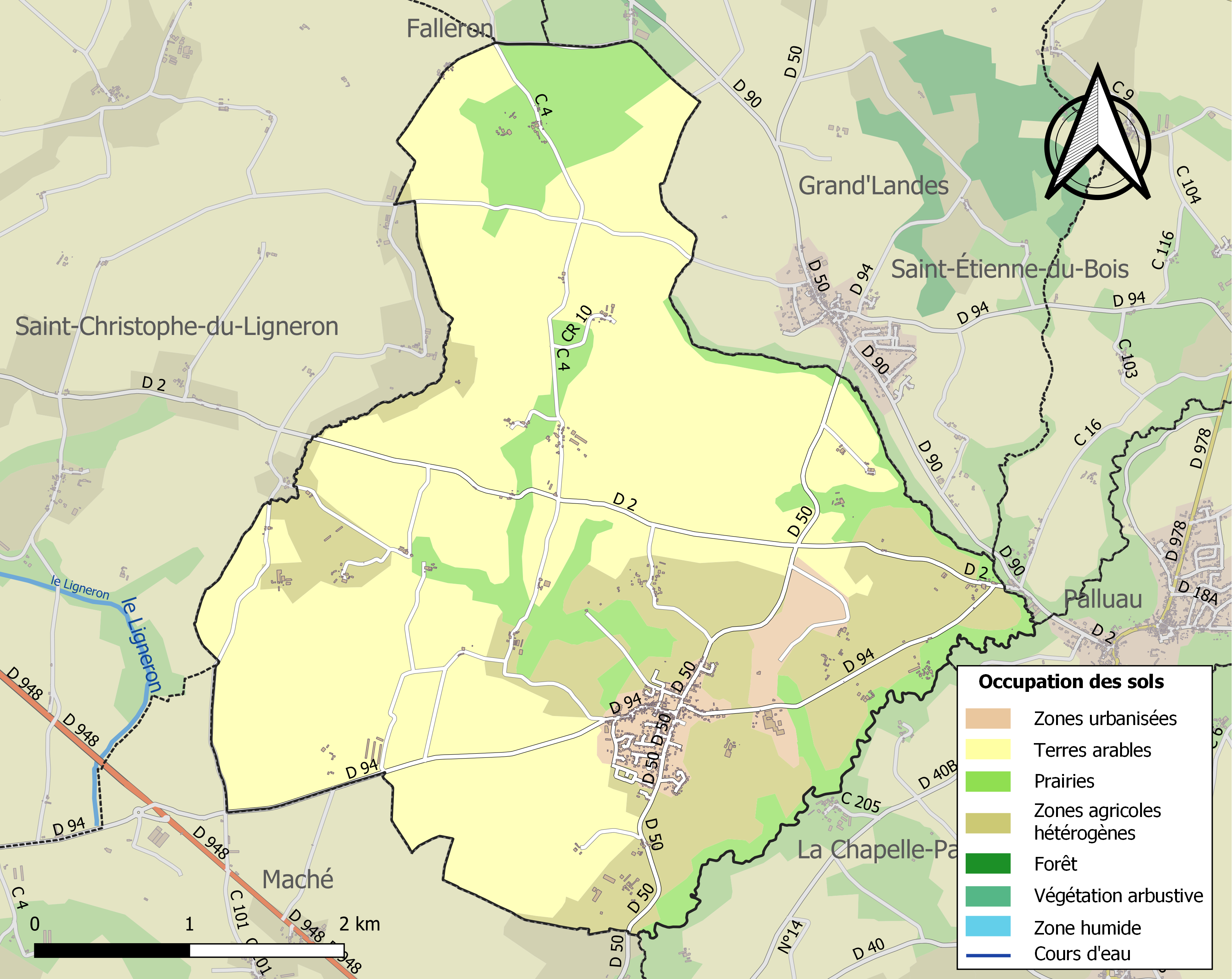
Carte des infrastructures et de l'occupation des sols de la commune en 2018 (CLC).

## Histoire
Les premières traces d'occupation du territoire de la commune remontent au Néolithique, en témoignent les nombreuses haches en pierre polie trouvées principalement dans les vallées de la Petite Boulogne  et en aval du ruisseau dit de Saint Paul autrefois nommé ruisseau du Guy (gué). Ces premiers habitants établissent leurs habitations sur les sols les plus fertiles et les plus faciles à travailler manuellement. Les Gaulois puis les Romains poursuivent l'œuvre de défrichage (site archéologique des Robinières aux Grois). Ces derniers améliorent les voies de communication venant du littoral qui traversent le territoire de la commune pour converger vers la grande voie romaine passant à Palluau.
Aux alentours du Xe siècle, un château érigé sur une motte castrale constitue l'un des maillons d'un système de défense contre les envahisseurs, notamment les Normands. Le site porte le nom de Pas du Château et c'est là qu'il faut chercher l'origine de la seconde partie du nom de la commune ; Mont désignant une éminence sur laquelle se dresse le donjon et Penit, Peny, Penil suivant des graphies qui ont varié au cours du temps serait tout simplement le patronyme de son propriétaire.
L'évolution des techniques militaires, alliées au caractère périssable des matériaux, et sans doute pour d'autres causes que nous ignorons, les habitants qui devaient être peu nombreux, s'installent en amont en un lieu plus sain et mieux exposé. C'est à cette époque qu'arrivent les premiers religieux détachés de l'abbaye de Nieul-sur-l'Autise. Ils construisent la première église, leur habitation (un modeste prieuré) et placent le lieu sous la protection de saint Paul (apôtre des Nations) d'où le nom définitif : Saint-Paul de Mont Penit (Saint-Paul rattaché au nom du lieu qu'ils viennent de quitter : Mont Penit, Peny ou Penil). Le terme Nation est d'ailleurs resté dans l'appellation d'une rue : les Garennes de la Nation. Le prieuré bénéficie d'une donation importante tant en biens fonciers qu'en droits féodaux, notamment basse et haute justice à mi-temps, qui laisse à penser qu'un seigneur (peut-être celui du lieu) leur a légué une partie de ses prérogatives et possessions dont une dizaine d'hectares pour le prieur lui-même, un bois et deux fermes, l'une aux Grois et l'autre à la Petite Limonière. Il devient ainsi le troisième bénéfice de l'abbaye de Nieul-sur-l'Autise.
Pendant les guerres de Religion, l'église est brûlée et, en 1562, l'aisance du prieuré attise la convoitise des Clérembault de Chantebuzain de Grand'Landes, mi-huguenots, mi-brigands, qui le prennent par les armes, le pillent et en conservent les bénéfices. Ces faits sont jugés par le tribunal d'exception des Grands Jours de Poitiers en 1567. En fuite, ils échappent à la sentence de mort et, rapidement leurs descendants redorent le blason familial en devenant, entre autres, propriétaires du château de Palluau.
L'église, qui est d'ailleurs la seconde, est remise en état et embellie. En 1603, on y place sur un mur latéral de la nef, un groupe appelé la Passion composé d'un grand christ (inscrit à l'inventaire supplémentaire des monuments historiques) et de deux statues en bois polychrome représentant la Vierge et saint Jean. Le prieuré, fonctionnant sous le régime de la commende, est remis en état et agrandi. Un prieur commendataire qui ne réside pas sur place en perçoit les bénéfices et le prieur-curé vit avec la portion congrue améliorée par le revenu de la petite ferme exploitée par un collon.
La vente des biens de l'Église comme biens nationaux en 1791 et l'exil forcé du prieur Ambroise Rivereau et de son vicaire et neveu Jacques Rivereau (septembre 1792) poussent les habitants à la rébellion. Leur troupe, commandée par le capitaine de paroisse Tallonneau, s'illustre dans les combats de Palluau puis dans l'armée de Charette. En 1795, une colonne de républicains utilisant l'église comme caserne est délogée nuitamment sans ménagement. La quasi-totalité des bleus périt dans l'assaut et les victimes sont inhumées en un lieu qui se nomme toujours le Cimetière des Bleus.
L'église où s'est passé ce fait n'existe plus aujourd'hui ; trop exiguë et en mauvais état, elle a été rebâtie en 1883/1884.
LA POPULATION DU PAYS
À la veille de la Révolution, Saint-Paul-Mont-Penit compte environ 500 habitants. On trouve des moyennes annuelles de 19 à 22 baptêmes, 4 à 6 mariages et 12 à 17 décès. La mortalité infantile était considérable. En règle générale, les deux tiers des enfants mouraient avant sept ans, dit-on. Maladies et épidémies faisaient de grands ravages dans les familles. À l'époque, on remarque l'empressement de nos ancêtres à procurer le baptême à leurs enfants le jour même de leur naissance ou le lendemain au plus tard. La sépulture a lieu habituellement le lendemain du décès, parfois le même jour.

## Toponymie
De temps à autre, au XVIIe siècle, les registres paroissiaux nomment la paroisse Saint Paul de Commequiers. Toutefois les autres documents civils font toujours état de Saint Paul de Mont Penit. Pendant la période révolutionnaire, l'appellation Saint Paul de Commequiers revient sans, curieusement, supprimer le terme religieux Saint.
Dans la seconde partie du XIXe siècle, profitant de l'essor économique, la commune s'est développée et plusieurs lieux-dits ont été créés sous la forme de fermes isolées : la Nomerie, le Machis, la Martinière, Bellevue, la Célinière, la Croix de la Liborgère, la Sorinière ou d'auberges comme les Plantes et le Pont-Ruisseau ou de maisons bourgeoises comme le logis de la Cantinière et l'extension de la Blanchère. Tout récemment sont venus s'adjoindre la Vigne du Rocher et le Pas du Château.
Il est à noter la prédominance des hameaux de la Liborgère et de la Grènetière qui possèdent moulin (le grand moulin des Alouettes) meuniers, farinier, charpentier, sabotier, tisserand.

## Population et société

### Démographie

#### Évolution démographique
L'évolution du nombre d'habitants est connue à travers les recensements de la population effectués dans la commune depuis 1793. Pour les communes de moins de 10 000 habitants, une enquête de recensement portant sur toute la population est réalisée tous les cinq ans, les populations de référence des années intermédiaires étant quant à elles estimées par interpolation ou extrapolation. Pour la commune, le premier recensement exhaustif entrant dans le cadre du nouveau dispositif a été réalisé en 2008.

En 2022, la commune comptait 857 habitants, en évolution de +5,67 % par rapport à 2016 (Vendée : +5,33 %, France hors Mayotte : +2,11 %).
| 1793 | 1806 | 1821 | 1831 | 1836 | 1841 | 1846 | 1851 | 1856 |
| ---- | ---- | ---- | ---- | ---- | ---- | ---- | ---- | ---- |
| 350  | 453  | 568  | 630  | 624  | 628  | 674  | 689  | 696  |

| 1861 | 1866 | 1872 | 1876 | 1881 | 1886 | 1891 | 1896 | 1901 |
| ---- | ---- | ---- | ---- | ---- | ---- | ---- | ---- | ---- |
| 704  | 678  | 661  | 688  | 705  | 733  | 736  | 761  | 772  |

| 1906 | 1911 | 1921 | 1926 | 1931 | 1936 | 1946 | 1954 | 1962 |
| ---- | ---- | ---- | ---- | ---- | ---- | ---- | ---- | ---- |
| 741  | 739  | 658  | 643  | 629  | 584  | 600  | 556  | 548  |

| 1968 | 1975 | 1982 | 1990 | 1999 | 2006 | 2008 | 2013 | 2018 |
| ---- | ---- | ---- | ---- | ---- | ---- | ---- | ---- | ---- |
| 527  | 462  | 452  | 504  | 488  | 591  | 620  | 801  | 811  |

| 2022 | - | - | - | - | - | - | - | - |
| ---- | - | - | - | - | - | - | - | - |
| 857  | - | - | - | - | - | - | - | - |

#### Pyramide des âges
En 2018, le taux de personnes d'un âge inférieur à 30 ans s'élève à 37,4 %, soit au-dessus de la moyenne départementale (31,6 %). À l'inverse, le taux de personnes d'âge supérieur à 60 ans est de 21,7 % la même année, alors qu'il est de 31,0 % au niveau départemental.
En 2018, la commune comptait 409 hommes pour 402 femmes, soit un taux de 50,43 % d'hommes, légèrement supérieur au taux départemental (48,84 %).
Les pyramides des âges de la commune et du département s'établissent comme suit.
| Hommes | Classe d’âge | Femmes |
| ------ | ------------ | ------ |
| 0,0    | 90 ou +      | 0,2    |
| 5,4    | 75-89 ans    | 6,2    |
| 14,9   | 60-74 ans    | 16,7   |
| 16,6   | 45-59 ans    | 16,7   |
| 24,0   | 30-44 ans    | 24,4   |
| 13,0   | 15-29 ans    | 13,9   |
| 26,2   | 0-14 ans     | 21,9   |

| Hommes | Classe d’âge | Femmes |
| ------ | ------------ | ------ |
| 0,8    | 90 ou +      | 2,2    |
| 8,7    | 75-89 ans    | 11,1   |
| 20,3   | 60-74 ans    | 21,3   |
| 20     | 45-59 ans    | 19,4   |
| 17,5   | 30-44 ans    | 16,8   |
| 15     | 15-29 ans    | 13,2   |
| 17,7   | 0-14 ans     | 16,1   |

## Lieux et monuments
- La cure de Saint-Paul-Mont-Penit était l'un des plus importants bénéfices de l'abbaye de Nieul-sur-l'Autise, elle apparaît dans un document antérieur à 1306 (pouillé de Gauthier de Bruges, évêque de Poitiers mort en 1306) « sancti Pauli est regularium (l'abbaye de Nieul) ordre de Saint-Augustin ».

On suppose cependant une existence antérieure. Comme Nieul, le prieuré est desservi par l'ordre régulier des chanoines de Saint-Augustin, religieux vivant en communauté sous une règle et exerçant un ministère pastoral, c'est-à-dire assurant le service de l'église, en l'occurrence ici la paroisse de Saint-Paul.
Le prieur-curé de Saint-Paul-Mont-Penit, en tant que seigneur des lieux, avait droit de haute, moyenne et basse justice sur l'étendue de son fief. Les domaines comprenaient la maison curiale, dite le Prieuré et environ 120 ha (le bois de Saint-Paul et deux  métairies l'une aux Grois et l'autre à la Petite Limonière.
On a la trace des chanoines de Saint-Augustin encore en 1717, date de sépulture de l'un d'entre eux. L'abbaye de Nieul est sécularisée en 1720 et on ne sait pas quelles en sont les conséquences pour Saint-Paul-Mont-Penit car on continue à trouver la présence de prieurs. On trouve en 1792 un dernier prieur, Ambroise Rivereau, ainsi que son neveu, Jacques Rivereau, vicaire. Tous les deux prêtres réfractaires, ils s'exilèrent cette année-là pour l'Espagne.
Tous les biens du prieuré sont vendus comme biens nationaux le 11 avril 1791, hormis le prieuré proprement dit, une maison et quelques terres qui sont mis sous séquestre. En 1798, après des enchères publiques, ils sont attribués à Jean Touzeau.
La borderie du prieuré, dont le curé jouit à titre personnel, est vendue en 1791 comme bien national à Jean François Nicolas Porteau qui périt, victime de la guerre civile en 1794 comme trois de ses jeunes enfants. Son frère, Louis François deviendra maire de Saint-Paul-Mont-Penit de 1819 à 1826.
Depuis, le prieuré  reste aux mains de propriétaires privés. Pendant deux siècles, il est loué en deux parties : l'une en ferme et l'autre est utilisée par ses propriétaire. Pendant de nombreuses années, c'est un  atelier de menuiserie charpenterie.
- Église Saint-Paul.